# Jimmy Choo
Jimmy Choo Yeang Keat, més conegut com a Jimmy Choo   (George Town, 15 de novembre de 1948) (en xinès: 周仰杰), és un dissenyador de moda malai, establert a Londres, conegut principalment per les seves sabates de dona fetes a mà, és el dissenyador en cap de la casa de modes Jimmy Choo Ltd.

## Biografia
Jimmy Choo és una persona de Malàisia d'origen xinès, concretament d'ètnia hakka. Va néixer el 1961 en Penang, dins una família de sabaters. Va fer la seva primera sabata quan tenia només 11 anys. És potser el més famós dels estudiants de la Cordwainers' Technical College de Londres, on es va graduar el 1983. La universitat és ara part de l'Escola Superior de Moda de Londres. Choo ha reconegut que va treballar a temps parcial en restaurants i com a netejador en una fàbrica de sabates, per ajudar a fpagar la seva educació universitària.
Jimmy Choo va començar treballant en el seu taller en Hackney, a l'est de Londres. El va obrir l'any 1986 en un edifici llogat, era un antic hospital. La seva artesania i els seus dissenys res van donar a conèixer molt ràpidament i va aconseguir la fama internacional quan les seves creacions van ser mostrades en vuit pàgines d'un dels exemplars de la revista Vogue, el 1988. Els dissenys que va fer per a Diana de Gal·les a partir de 1990 van impulsar més la seva imatge.
L'any 1996, va cofundar Jimmy Choo Ltd amb l'editora del Vogue britànic Tamara Mellon. A l'abril de 2001, Choo va vendre la seva participació del 50 % en l'empresa per 10 milions de lliures. Des de llavors s'ha concentrat en la seva exclusiva línia de Jimmy Choo Couture, produïda sota llicència de Jimmy Choo Ltd. La línia de Londres està sota la competència de Tamara Mellon i ha ampliat els seus productes per incloure accessoris com bosses.
Choo resideix actualment a Londres. Està participant en un projecte per crear un institut de calçat a Malàisia, on la seva icona és evocada sovint per inspirar incipients dissenyadors de moda i calçat.

## Premis
- 2000: li va ser atorgat el títol de Dada' pel Sultà de Pahang, a Malàisia, pels seus assoliments.
- 2002: li és conferida una Ordre de l'Imperi Britànic per la Reina Isabel II del Regne Unit, en reconeixement dels seus serveis a la indústria del calçat i la moda en el Regne Unit.
- 2004: és guardonat amb el Darjah Setia Pangkuan Negeri pel Yang di-Pertua Negeri (Governador) del seu estat natal, Penang, que també li atorga el títol de Dada'.